# Avlabari
Avlabari (en georgiano: ავლაბარი  Avlabari ) es un barrio de Vieja Tbilisi en la margen izquierda (lado este) del río Kura. Las crónicas de principios del siglo XIII la mencionan como Isani, que ahora es una de las regiones municipales más grandes de Tbilisi. En la actualidad, Avlabari es uno de los barrios más modernos de la ciudad y se está gentrificando ampliamente. 

## La comunidad armenia
Avlabari (en armenio: Հավլաբար  Havlabar ) fue siempre conocido como el centro de la vida armenia de Tbilisi El Panteón Khojivank de Tiflis se encuentra en Avlabari. Hasta hace poco Avlabari estaba muy poblado por armenios, pero recientemente su número ha disminuido

## Iglesias
Las iglesias en el distrito Avlabari incluyen:
- La Catedral de la Santísima Trinidad de Tiflis - la tercera más alta de las catedrales ortodoxas orientales en el mundo. (La más grande en Georgia)
- La iglesia de Metekhi - la iglesia más antigua de Avlabari.
- La Iglesia del Evangelio Rojo - una iglesia armenia en ruinas del siglo XVIII.
- La Iglesia de Ejmiatsin - una iglesia armenia del siglo XVIII, cerca de la Plaza Avlabari

## Transporte
El barrio cuenta con la estación de metro de Avlabari. 

## Galería

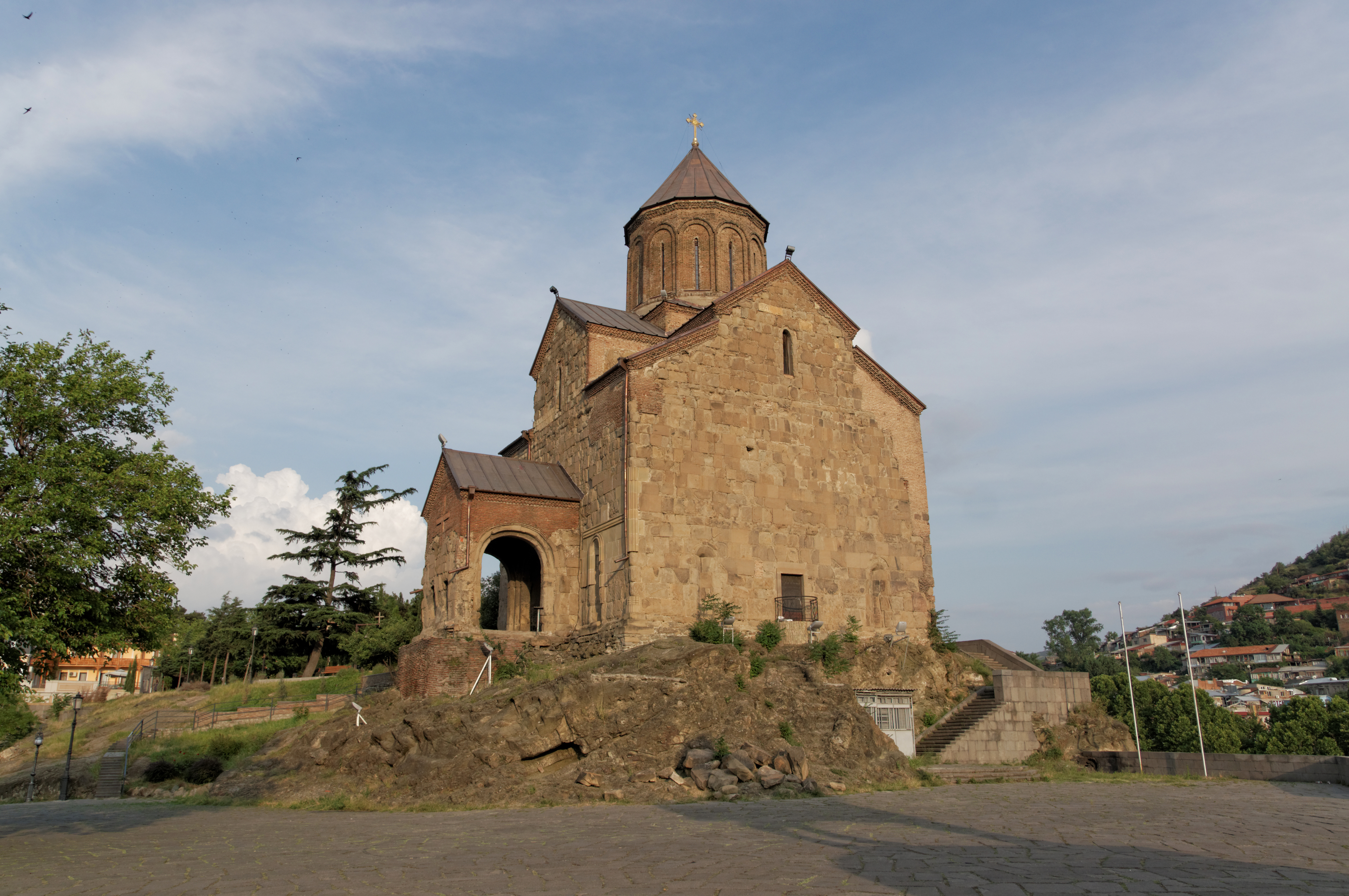
Catedral de Georgia en Metekhi
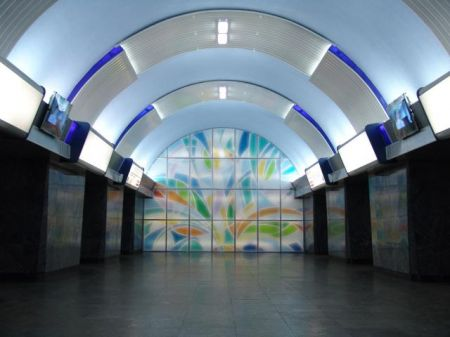
La estación de metro de Avlabari restaurada
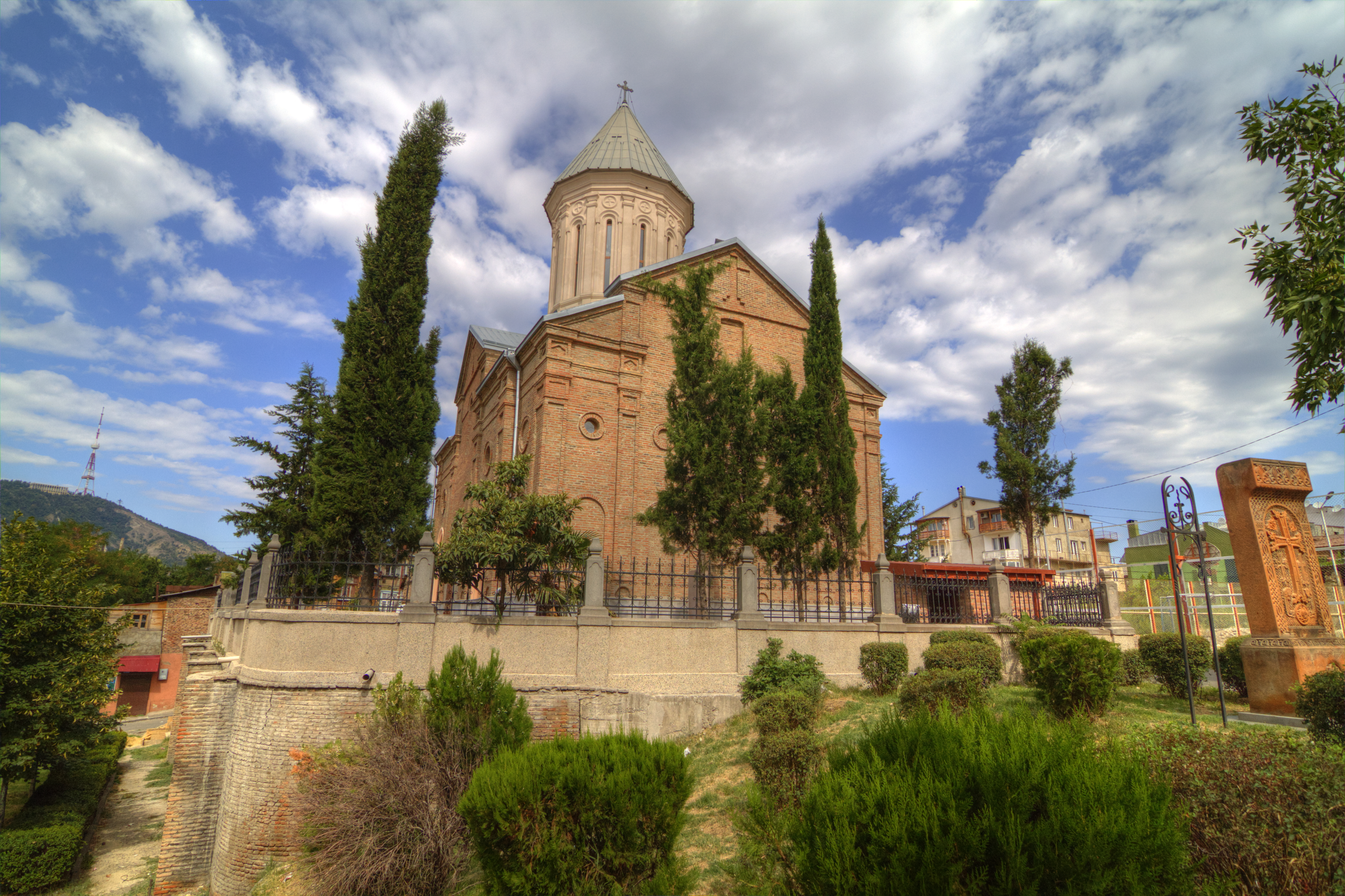
Iglesia armenia de San Echmiati del siglo XVIII
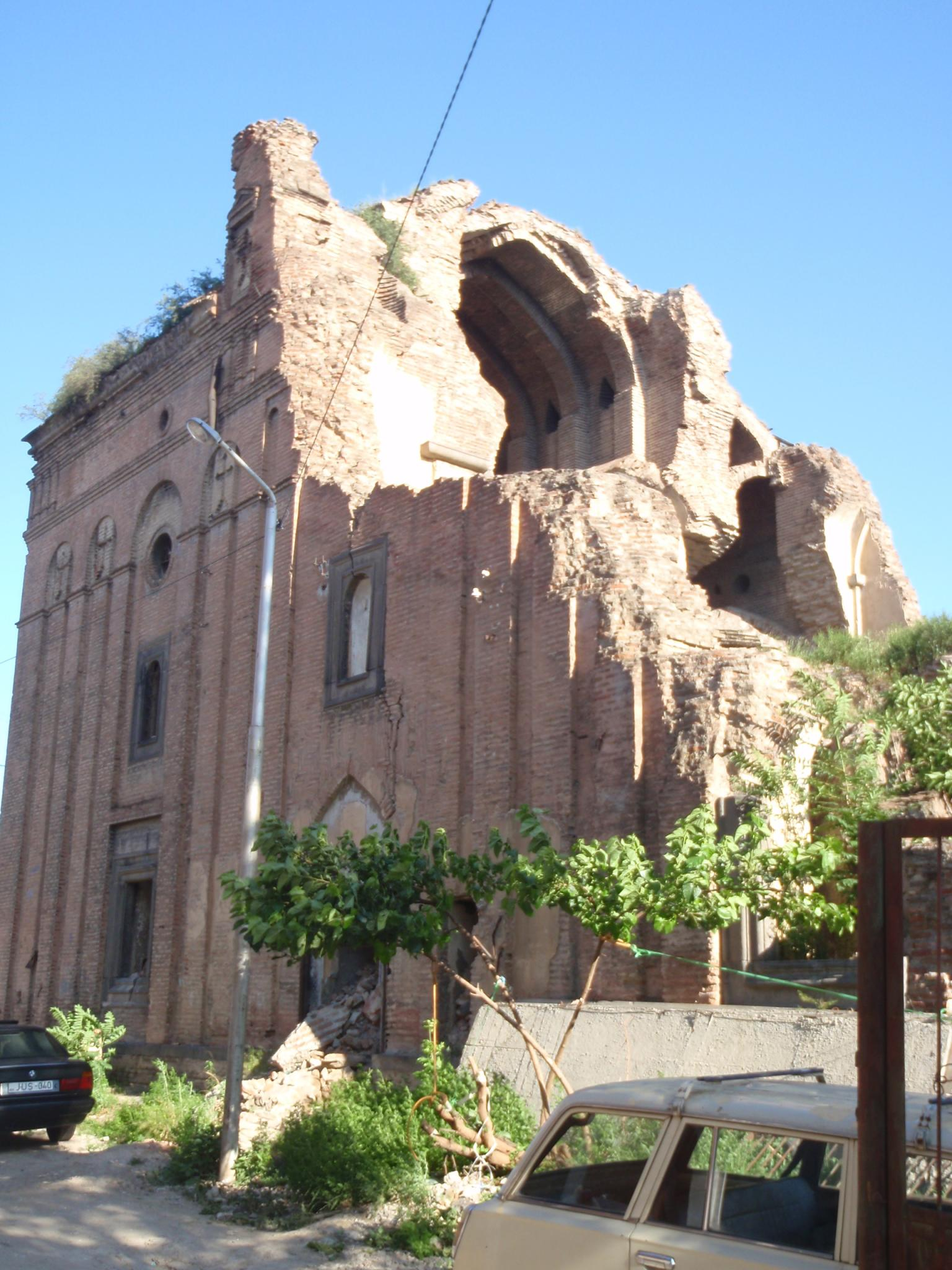
La Iglesia armenia del Evangelio Rojo
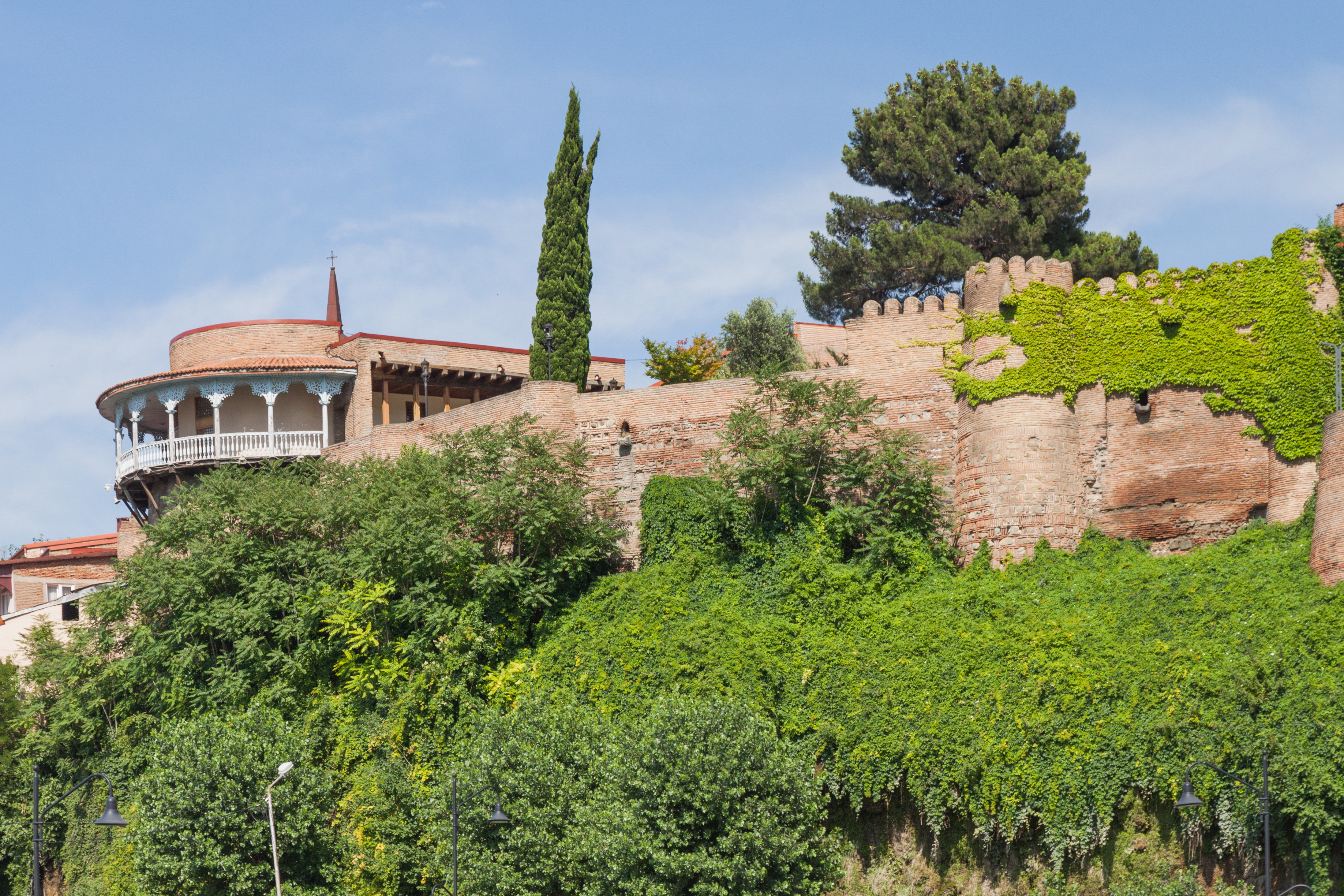
Los restos del palacio Daredzan